# Jakab Zoltán (énekes)
Jakab Zoltán (Budapest, 1980. január 22. –) énekes, a Newborn és a Bridge To Solace együttesek korábbi frontembere, koncertszervező. 1998 óta folyamatosan jelen van a magyar és az európai underground zenei színtéren zenekaraival. Legfontosabb hatásainak olyan hardcore zenekarokat tekint, mint a Cro-Mags, a Catharsis, és a Trial.

## Diszkográfia

### Newborn
- Darkened Room (EP, 1999)
- In These Desperate Days...We Still Strive for Freedom (EP, 1999)
- Ready to Leave, Ready to Live (Newborn & Catharsis split, 2001)

### Bridge To Solace
- Of Bitterness and Hope (2003)
- Kingdom of the Dead (EP, 2004)
- Where Nightmares and Dreams Unite (2006)
- House of the Dying Sun (2009)

### Ghostchant
- Slaves (EP, 2014)
- Ghostchant/Wasted Struggle (split 7", 2014)
- Nations (EP, 2015)